# Вихід на орбіту
Вихід на орбіту — збірка нарисів, рубрик та літературної публіцистики польського письменника-фантаста Станіслава Лема 1954—1960 років, раніше надрукована, серед інших у журналах «Літературне життя» (пол. Życiu Literackim) та «Розділ» (пол. Przekrój). Вперше збірка була опублікована Літературним видавництвом у 1962 році.
Це перша неперспективна робота Лема. Твір поділено на три частини. Перша частина містить переважно літературні нариси та огляди книжкових новинок, друга — науково-популярні рубрики, третя — кумедні жартівливі рядки, включаючи інтерв'ю автора з самим собою.
У виданні за 2010 рік («Агора») «Вихід на орбіту» був опублікований в одному томі разом із збірником «Блимання» (пол.Okamgnienie). Частина текстів зі збірки згодом також була опублікована в книзі «Планета Лема. Фел'єтони понадчасові» (пол. Planeta LEMa. Felietony ponadczasowe).

## Список творів
- Навігаційні зірки
  - Наукова фантастика (1959)
  - Про кримінальний роман (1960)
  - Загущення привидів (1957)
  - Хто глухий (1958)
  - Нові американські казки (1957)
  - Підробка (1958)
  - Про навченого генія (1958)
  - Про абстрактний живопис (1958)
  - Фізика поля та поезії (1958)
  - З журналу клініциста (1958)
  - Говорить голосом у темряві (1957)
  - Про Достоєвського нестримно (1957)
- Ланцюгові реакції
  - Десять років атомної енергії (1955)
  - Про космонавтику — по суті
  - Трансформація науки (1954)
  - Єдність протилежностей (1954)
  - Технологія чуда (1954)
  - Маленька імпровізація (1954)
  - Як приймати гостей із зірок (1957)
  - Неземні тарілки (1957)
  - Кошеня з дистанційним управлінням (1957)
  - Машина шукає обличчя (1958)
  - Близько 2000 року (1958)
  - Науковий прогноз (1958)
  - Про межі технічного прогресу
  - Куди ти йдеш світом? (1960)
- Ефемериди
  - Проблеми з імпортом (1957)
  - Довідник елегантності (1958)
  - Гори Татри взимку — додаток (1958)
  - Самостійне інтерв'ю